# بيرسي بيرش
بيرسي بيرش (بالإنجليزية: Percy Birch)‏ (1860 في المملكة المتحدة - ) هو لاعب كرة قدم بريطاني (وحمل سابقاً جنسية المملكة المتحدة لبريطانيا العظمى وأيرلندا) في مركز حراسة المرمى. لعب مع ستوك سيتي.